# Lasconotus concavus
Lasconotus concavus är en skalbaggsart som beskrevs av Thomas Casey 1890. Lasconotus concavus ingår i släktet Lasconotus och familjen barkbaggar. Inga underarter finns listade i Catalogue of Life.